# Сердика II (станция метро)
Сердика-II (болг. Сердика-II) — станция Второй линии Софийского метрополитена. Пересадочный узел на станцию Сердика Первой линии.

## История
Открыта 31 августа 2012 года в составе пускового участка Второй линии.

## Описание
Станция глубокого заложения, построена по Новоавстрийскому способу, чтобы сохранить находящиеся над станцией артефакты и археологические раскопки древней Сердики. Находится в историческом центре города, рядом со зданиями Совета министров и Администрации Президента. Недалеко от неё стоит церковь «Святой Недели».
Свод станции решён в красно-кирпичном цвете из эталбонда. Стены покрыты керамогранитом, а пол гранитом. На платформах сооружены стеклянные витрины, в которых расположены древние артефакты. Станция оборудована эскалаторами и лифтами для детских и инвалидных колясок.
На станции состоялась торжественная церемония по открытию Второй линии, на которой присутствовали Председатель Европейской комиссии Жозе Мануэл Баррозу, президент Болгарии Пливнелиев и премьер-министр Бойко Борисов.

## Галерея

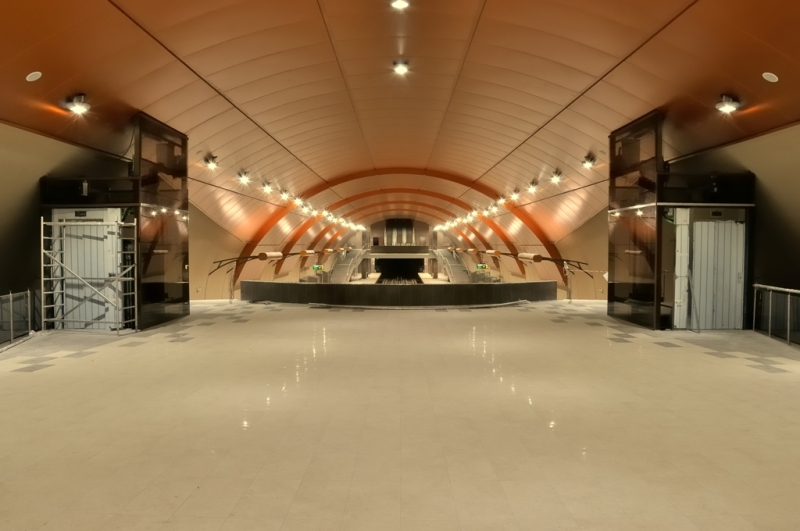
Вид с верхнего яруса на спуск к платформам.
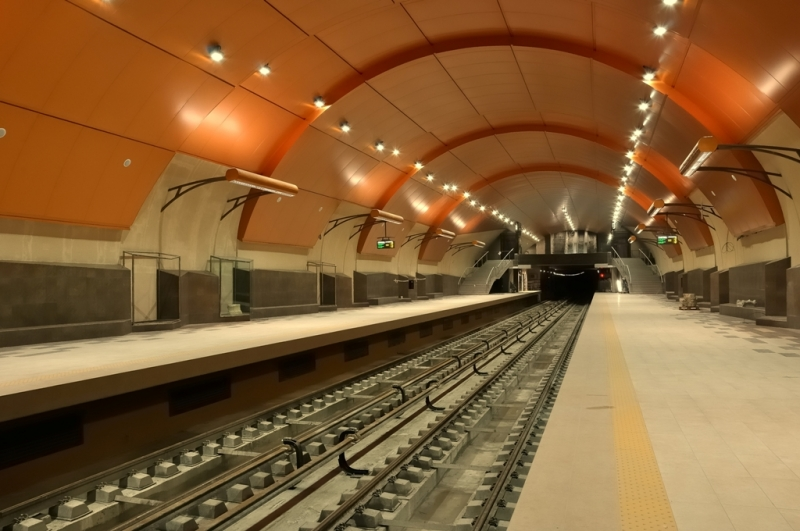
Вид с платформы на пути.